# Oleszkowiec
Oleszkowiec, Oleszkówka (biał. Алешкавец, Aleszkawiec; ros. Алешковец, Aleszkowiec) – chutor na Białorusi, w obwodzie mińskim, w rejonie stołpeckim, w sielsowiecie Litwa, na obrzeżach Puszczy Nalibockiej.

## Historia
W dwudziestoleciu międzywojennym osada leżąca w Polsce, w województwie nowogródzkim, w powiecie stołpeckim, w gminie Naliboki. W 1921 miejscowość liczyła 11 mieszkańców, zamieszkałych w 2 budynkach, wyłącznie Polaków wyznania rzymskokatolickiego.
Po II wojnie światowej w granicach Związku Sowieckiego. Od 1991 w niepodległej Białorusi.